# 민들레 소녀
《민들레 소녀》(영어: The Dandelion Girl)는 미국의 소설가 로버트 F. 영이 쓴 단편 소설이다. 1961년 처음 발표되었으며 1965년 출간된 단편집 《The Worlds of Robert F. Young》에 수록되었다.
20세기를 사는 남자와 미래에서 온 소녀의 사랑 이야기를 담고 있다. 타임머신과 타임 패러독스가 주요 소재로 등장한다. 작중 소녀의 대사 "Day before yesterday I saw a rabbit, and yesterday a deer, and today, you."(그저께는 토끼를, 어제는 사슴을 그리고 오늘은 당신을 만났어요.)가 유명하다.

## 한국내 출간
2010년 도서출판 리젬에서 단편집 《The Worlds of Robert F. Young》의 수록작 16편 중 15편을 번역, 《민들레 소녀》라는 제목으로 출간하였다.
2016년 리젬에서 '이리'라는 브랜드로 개정판을 내놓았다. 《The Worlds of Robert F. Young》의 수록작 16편을 전부 수록하였으며, 번역을 새롭게 하였다.

### 수록 작품 목록
- 시간을 멈춘 여자(The Girl Who Made Time Stop)
- 미끼 상품(Added Inducement)
- 맥주나무가 자라는 땅(Hopsoil)
- 플라잉팬(Flying Pan)
- 에밀리와 숭고한 음유시인들(Emily and the Bards Sublime)
- 민들레 소녀(The Dandelion Girl)
- 별들이 부르고 있네, 미스터 키츠(The Stars Are Calling, Mr. Keats)
- 화강암 여신(Goddess in Granite)
- 약속의 행성(Promised Planet)
- 21세기의 중고차 판매소에서 벌어진 로맨스(Romance in a Twenty-First Century Used-Car Lot)
- 잠시드의 궁전(The Courts of Jamshyd)
- 생산 문제(Production Problem)
- 붉은색 작은 학교(Little Red Schoolhouse)
- 별들이 쓴 글자(Written in the Stars)
- 어둠의 한 잔(A Drink of Darkness)
- 유령이 걷는다(Your Ghost Will Walk)